# Baranzate
Baranzate é uma comuna italiana da região da Lombardia, província de Milão, com cerca de  habitantes. Estende-se por uma área de 2.78 kmq km², tendo uma densidade populacional de  hab/km². Faz fronteira com Bollate, Milano, Novate Milanese.